# Jonas Rothovius
Jonas Rothovius (skrev sig själv Rhotovius), född den 1 november 1572 i Hedenstorp i Angelstads socken, Småland,  död den 28 februari 1625 i Kalmar, var superintendent i Kalmar stift.

## Biografi
Jonas Rothovius far var bonden Börje Larsson. Jonas Rothovius växte upp under mycket fattiga förhållanden, men sattes ändå i skola i Kalmar. Där for han så illa att han rymde och hamnade så småningom hos kyrkoherde Björn i Arby församling där han blev vallpojke för "herr Björns" getter. År 1585 återupptog dock Rothovius sina studier, till att börja med i Växjö sedan i Kalmar, 1591 i Linköping och som student 1598 vid Rostocks universitet. I Rostock blev han informator för Axel Oxenstierna och hans bror. 
De följdes åt, först till Wittenbergs universitet och sedan till Jena. I Wittenberg sammanträffade Jonas Rothovius med sin tvillingbror Isak Rothovius, vilken senare blev biskop i Åbo stift. Bröderna Rothovius ledsagade bröderna Axel Oxenstierna, Krister Oxenstierna och Gabriel Oxenstierna till Jena. Sannolikt var det vid universitetet i Jena som Jonas Rothovius 1603 blev filosofie magister. 
Jonas Rothovius återkom 1604 till Sverige, och blev prästvigd i Växjö den 8 maj 1604. Han gifte 1604 sig med Svenborg Persdotter, dottern till kyrkoherden i Angelstad, Petrus Magni, vilken var en av dem som 1593 underskrev Uppsala mötes beslut. Denne slutade samma år som kyrkoherde då han var gammal och sjuklig, och skall senare ha avlidit i Jonas Rothovius' armar. 1604 år blev Jonas Rothovius kyrkoherde i sin födelsesocken, Angelstad, och blev även häradsprost i Sunnerbo.
Jonas Rothovius utnämndes till superintendent i Kalmar stift 1618, och han tillträdde detta ämbete 1619. Rothovius erhöll den 14 september 1619 Dörby församling som prebende. I samband med Kalmarkriget förstördes Bykyrkan i Kalmar 1611 så att endast yttermurarna stod kvar. Rothovius medverkade till reparation av kyrkan, reformerade och omorganiserade läroverket samt anlade stadens första tryckeri. Han var riksdagsman 1620 och 1625.
Jonas Rothovius avled den 28 februari 1626 i Kalmar, och vid begravningen i Bykyrkan i mars 1626 hölls likpredikan av biskopen i Växjö stift Petrus Jonae Angermannus. Denne hade även hållit likpredikan för Rothovius svärfar Petrus Magni. Rothovius maka Svenborg överlevde honom i många år och dog efter 1664, troligen på Bo gård i Dörby socken, Kalmar län.